# Burak Özçivit
Burak Özçivit (Istanbul, 24 de desembre de 1984) és un actor turc, a més d'exmodel. És conegut internacionalment pel seu paper a Kara Sevda (2015-2017), una de les sèries turques més reeixides, venuda a més de 110 països i única sèrie turca guanyadora del premi Emmy Internacional a 2017.
També és molt reconegut pel seu paper actual a Kuruluş: Osman, una sèrie de drama històric, aventura i acció que supera les produccions de Hollywood, en la qual interpreta el paper principal. La sèrie va obtenir rècords d'audiència mantenint-se com a líder durant tota la seva emissió, aconseguint la millor estrena de la història de Turquia i sent l'única sèrie turca a ser guardonada en els Venice TV Awards
També són dignes d'esment els seus papers en les sèries Çalıkuşu (2013) i Muhteşem Yüzyıl (2011-2012). Al llarg de la seva carrera com a actor, Özçivit ha rebut nombrosos elogis i premis i és l'actor turc amb més seguidors a Instagram.

## Biografia
Burak Özçivit va néixer el 24 de desembre de 1984 a Istanbul, Turquia, fill de Bülent Özçivit i de Ceyhan Özçivit. Té una germana més petita, Burçun. El pare de Burak Özçivit és originari de Gaziantep i la mare és d'Edirne.
Va estudiar en el departament de Fotografia de la Facultat de Belles Arts a la Universitat del Màrmara.

## Carrera

### Inicis
Burak Özçivit va començar la seva carrera treballant com a model. L'any 2005, amb només vint anys, va quedar en primer lloc en la competició de "Best Model of Turkey" i va ser triat com el segon en el certamen mundial.
El 2006, va fer el seu primer treball com a actor en la sèrie Eksi 18 i, en els anys següents, va participar en 5 sèries com Zoraki Koca o Küçük Sirlar, l'adaptació turca de Gossip Girl. Entre 2010 i 2011, va destacar pel seu paper en la sèrie de drama històric Muhteşem Yüzyıl, on va interpretar a Malkoçoglu Bali Bey, un comandant militar otomà al servei del sultà Solimà el Magnífic, guanyant els dos primers premis de la seva carrera.
El 2012, l'actor va prestar la seva veu per al doblatge del personatge de Hassan en la pel·lícula d'animació infantil turca Zarafa.

### 2013Çalıkuşu
El 2013, arribaria el seu primer paper de pes en una sèrie; Çalıkuşu, una adaptació d'amor, drama i comèdia de la novel·la homònima de Reşat Nuri Güntekin, un dels autors més importants de Turquia. La sèrie té lloc a la Turquia de principis de segle XX on Burak interpreta Kamran, un jove, atractiu i respectat metge que s'enamora de la seva cosina Feride, paper interpretat per Fahriye Evcen.
Çalıkuşu va ser estrenada el 24 de setembre de 2013 i va ser emesa per Kanal D. Gràcies al seu paper en la sèrie, Burak Özçivit va guanyar 4 premis més.
Un any després, el 2014 va protagonitzar de nou al costat de Fahriye Evcen la pel·lícula d'amor i drama Ask Sana Benzer, que actualment compta a YouTube amb gairebé 9 milions de reproduccions.

### 2015-2017Kara Sevda, el llançament de la seva carrera
Entre 2015 i 2017 va protagonitzar la telenovel·la Kara Sevda en el paper de Kemal Soydere al costat de Neslihan Atagül.
La sèrie s'ha convertit en una fita en la història internacional de les sèries turques sent la primera i única sèrie d'aquell país a ser guardonada amb els premis de televisió més prestigiosos del món, els premis Emmy Internacional com a millor telenovel·la en 2017. A més, va rebre el premi especial del jurat en els Seoul International Drama Awards. Per recollir el premi, Burak Özçivit es va desplaçar cap a Corea acompanyant a Hilal Saral, la directora de la sèrie.
Kara Sevda s'ha convertit en la sèrie turca més vista del món, ha estat traduïda a més de 50 idiomes i emesa en més de 110 països. En la seva emissió als Estats Units, es va convertir en la sèrie estrangera més vista de tota la història de país.
Al Museu de Cera de "Tashkent City Park" a l'Uzbekistan, s'exposen dues figures Nihan i Kemal (personatges de Burak Özçivit i Neslihan Atagul) en la part dedicada a Istanbul.

#### 2016-2017Kardesim Benim i Can Feda
A principis de l'any 2016, Burak Özçivit va protagonitzar la pel·lícula de comèdia Kardeşim Benim al costat del cantant i actor Murat Boz i Asli Enver que va aconseguir recaptar més de 23 milions de lires turques a taquilla En 2017, va realitzar la seqüela de l'anterior anomenada Kardeşim Benim 2.
L'any 2018, es va estrenar la pel·lícula de drama i acció Can Feda, en que Burak Özçivit va compartir protagonisme amb Kerem Bürsin Per preparar-se física i mentalment per al paper, l'actor va haver de rebre entrenament militar. No obstant això, durant el rodatge, va patir una lesió que el va mantenir allunyat del set durant un mes. Pel seu treball en la pel·lícula, Burak Özçivit va ser guardonat amb el premi a l 'Actor de cinema més admirat de l'any" de la Universitat Tècnica de Yildiz.

### 2019-presentKuruluş: Osman, la major producció de Turquia
L'any 2019, Burak Özçivit va tornar a la pantalla després de l'èxit de Kara Sevda protagonitzant la nova sèrie de drama, acció, aventura i ficció històrica turca Kuruluş Osman, que ha estat denominada com "la producció més magnífica de la història de la televisió turca". La sèrie, que espera tenir 5 temporades, narra la vida d'Osman I, fundador de l'Imperi Otomà, paper protagonista interpretat per l'actor.
Kuruluş Osman ha fet història batent diversos rècords d'audiència i mantenint-se en el cim de la classificació d'audiència de Turquia durant tota la seva emissió. En la seva estrena a Turquia, va aconseguir reunir a més de 16 milions d'espectadors, unes xifres d'audiència que mai s'havien aconseguit en la història de les sèries turques.
La sèrie va ser triada com una de les produccions més populars del món en 2019 i va ser l'única sèrie turca a formar part de la llista de 32 produccions internacionals de MIPTV de les millors sèries de televisió de 2019.
Kuruluş Osman es va convertir en la primera sèrie turca a la història en ser guardonada en els prestigiosos Venice TV Awards com "Millor Sèrie" i ha estat guardonada amb un total de 32 premis, dels quals 9 han estat per Burak Özçivit com a millor actor, entre els quals destaca el premi Óscar dels Mitjans Turcs.

#### Preparació física per a la sèrie
Burak Özçivit se sotmet a un entrenament per al rodatge de Kuruluş Osman, que es porta a terme en jornades molt intenses i sota qualsevol condició climàtica. A més, l'actor ha de canviar el seu aspecte físic en cada temporada.
Per preparar-se físicament i mentalment per al paper, Burak Özçivit i els altres actors van ser sotmesos a entrenament militar durant nou mesos, vuit hores al dia durant els sis dies de la setmana en zones muntanyoses i boscoses on van aprendre equitació, tir amb arc, combat cos a cos, entrenament i coreografia amb espases i acrobàcies. Aquest entrenament va ser dut a terme per oficials de les forces especials turques ja retirats. A més, els actors van construir els seus propis refugis a les muntanyes en condicions naturals, van trobar aigua, van preparar menjar i van vigilar cada 2 hores a la nit.
També es van dur a terme exercicis militars: l'equip es va dividir en forces amigues, sota el comandament de Burak Özçivit i enemigues en què els actors de les forces amigues liderats per l'actor, es van infiltrar en el territori enemic, van preparar una emboscada i van capturar el quarter general en una pista de 10 quilòmetres. L'equip de Burak Özçivit va encertar els blancs amb cops complets i va guanyar la competència de tir d'arc i fletxes.
Al mateix temps, l'actor i la resta de l'equip van entrenar per dissenyar i dur a terme estratègies militars i es van formar teòricament sobre la història d'Osman I i l'època històrica i social.

## Vida privada
El 2013, va començar una relació sentimental amb l'actriu Fahriye Evcen, coprotagonista en la sèrie Çalıkuşu. Després de tres anys de festeig, tots dos van contreure matrimoni el 29 de juny de 2017 a Istanbul.
L'any 2018, es va confirmar que la parella esperava al seu primer fill que va néixer el 13 d'abril de 2019, a qui van posar el nom de Karan.

## Filmografia

### Televisió
| Any       | Títol           | Personatge          | Rol                  |
| --------- | --------------- | ------------------- | -------------------- |
| 2006      | Eksi 18         | Murat               | Actor de repartiment |
| 2007      | Zoraki Koca     | Ömer Özpolat        | Protagonista         |
| 2008-2009 | Baba Ocağı      | Güven               | Protagonista         |
| 2010      | İhanet          | Emir                | Protagonista         |
| 2010-2011 | Küçük Sırlar    | Çetin Ateşoğlu      | Protagonista         |
| 2011-2013 | Muhteşem Yüzyıl | Malkoçoğlu Bali Bey | Actor de repartiment |
| 2013-2014 | Çalıkuşu        | Kamran              | Protagonista         |
| 2015-2017 | Kara Sevda      | Kemal Soydere       | Protagonista         |
| 2019-     | Kuruluş: Osman  | Osman Bey           | Protagonista         |

### Cinema
| Any  | Títol            | Personatge  | Rol          |
| ---- | ---------------- | ----------- | ------------ |
| 2015 | Aşk Sana Benzer  | Balıkçı Ali | Protagonista |
| 2016 | Kardeşim Benim   | Hakan       | Protagonista |
| 2017 | Kardeşim Benim 2 | Hakan       | Protagonista |
| 2018 | Can Feda         | Alparslan   | Protagonista |

### Publicitat
| Any          | Títol                | Notes  |
| ------------ | -------------------- | ------ |
| 2013-2014    | Pepsi                |        |
| 2013-2014    | ClearMen             |        |
| 2016         | ClearMen             |        |
| 2017-2018    | Emaar Square Mall    | [ 35 ] |
| 2019         | ClearMen             |        |
| 2018-present | Altınyıldız Classics | [ 36 ] |
| 2021-present | Trem Global          | [ 37 ] |
| 2021-present | PUBG Mobile          | [ 38 ] |
| 2022-present | Tor Holding          | [ 39 ] |

## Premis i nominacions
| Any  | Premis                                                                                                   | Categoria                                 | Treball          | Resultat  | Ref           |
| ---- | --- | ----------------------------------------- | ---------------- | --------- | ------------- |
| 2012 | Premis GQ Homes de l'any                                                                                 | Actor de l'any                            | Muhteşem Yüzyıl  | Guanyador | [ 40 ]        |
| 2012 | Premi de la Universitat Galatasaray                                                                      | Millor actor de televisió                 | Muhteşem Yüzyıl  | Guanyador |               |
| 2014 | 12. Premis de la Universitat Tècnica Yıldız                                                              | Millor actor en una sèrie de TV           | Calikusu         | Guanyador | [ 41 ]        |
| 2014 | 13. Magazinci.com Internet Media (millors)                                                               | Millor actor de televisió                 | Calikusu         | Guanyador | [ 42 ]        |
| 2014 | 4. Premis Elle Style                                                                                     | Actor d'estil Elle de l'any               | Calikusu         | Guanyador |               |
| 2014 | Premis al millor de la Universidad Haliç                                                                 | Millor actor                              | Calikusu         | Guanyador |               |
| 2015 | 4º Premis de Televisió Bilkent                                                                           | Millor actor de drama                     | Kara Sevda       | Guanyador |               |
| 2015 | Premis Ayakli Newspaper TV Stars                                                                         | Millor actor de sèrie dramàtica           | Kara Sevda       | Guanyador |               |
| 2016 | 14. Premis de la Universitat Tècnica Yıldız                                                              | Actor de cinema més estimat               | Aşk Sana Benzer  | Guanyador | [ 43 ]        |
| 2016 | 23. Premis als èxits d'ITU EMOS                                                                          | Actor de cinema més reeixit de l'any      | Aşk Sana Benzer  | Guanyador | [ 44 ]        |
| 2016 | 16º Magazinci.com Internet Media (mejores)                                                               | Actuació televisiva de l'any              | Kara Sevda       | Guanyador | [ 45 ]        |
| 2016 | Turkey Youth Awards                                                                                      | Millor actor de cinema                    | Aşk Sana Benzer  | Nominat   |               |
| 2016 | Premis als mitjans de comunicació de la Universitat de l'Egeu                                            | Millor actor de televisió                 | Kara Sevda       | Nominat   |               |
| 2016 | Premi de la Universitat Galatasaray                                                                      | Millor actor de televisió / pel·lícula    | Aşk Sana Benzer  | Nominat   |               |
| 2016 | 43º. Premis Altın Kelebek                                                                                | Millor actor                              | Kara Sevda       | Nominat   | [ 46 ]        |
| 2016 | 43º. Premis Altın Kelebek                                                                                | Millor parella de TV (Nihan & Kemal)      | Kara Sevda       | Nominat   | [ 46 ]        |
| 2016 | Premis Muzikonair                                                                                        | Millor actor en una sèrie de televisió    | Kara Sevda       | Guanyador | [ 47 ]        |
| 2017 | Els premis ONE Objective                                                                                 | La celebritat més reeixida de l'any       | Kara Sevda       | Guanyador |               |
| 2017 | Premis GQ Homes de l'any                                                                                 | L'home més popular de l'any               | Kara Sevda       | Guanyador | [ 48 ]        |
| 2017 | 12. Premi Kemal Sunal de Cultura i Art                                                                   | Millor actor                              | Kara Sevda       | Guanyador | [ 49 ]        |
| 2017 | Institucions Educatives Individuals (Millors de l'any)                                                   | Millor actor de l'any                     | Kara Sevda       | Guanyador | [ 49 ]        |
| 2017 | Turkey Youth Awards                                                                                      | Millor actor de cinema                    | Kardeşim Benim   | Nominat   | [ 50 ]        |
| 2018 | Turkey Youth Awards                                                                                      | Millor actor de cinema                    | Kardeşim Benim 2 | Nominat   | [ 51 ]        |
| 2019 | 18. Premis de la Universitat Tècnica Yıldız                                                              | Actor de cinema més admirat de l'any 2018 | Can Feda         | Guanyador | [ 22 ]        |
| 2020 | 6º Golden 61 Awards de la Universitat d'Istanbul                                                         | Millor estrella televisiva d'l'any        | Kuruluş: Osman   | Guanyador | [ 52 ] [ 53 ] |
| 2020 | Turkey Youth Awards                                                                                      | Millor actor de televisió                 | Kuruluş: Osman   | Nominat   | [ 54 ]        |
| 2021 | Premi de l'Associació de Periodistes de Ràdio i Televisió (RTGD Oscars)                                  | Millor actor masculí de l'any             | Kuruluş: Osman   | Guanyador | [ 53 ] [ 55 ] |
| 2021 | Premis Quality Magazine 2021                                                                             | Millor actor masculí                      | Kuruluş: Osman   | Guanyador | [ 56 ]        |
| 2021 | Premi de l'Associació Euroasiàtica de Protecció al Consumidor (Avrasya Tüketicileri koruma Derneği ödül) | Millor actor                              | Kuruluş: Osman   | Guanyador | [ 57 ]        |
| 2021 | Golden Palm Awards                                                                                       | Millor actor de l'any                     | Kuruluş: Osman   | Guanyador | [ 58 ] [ 59 ] |
| 2021 | European Awards                                                                                          | Millor actor                              | Kuruluş: Osman   | Guanyador | [ 60 ]        |
| 2021 | 7º Golden 61 Awards de la Universitat d'Istanbul                                                         | Millor actor masculí de l'any             | Kuruluş: Osman   | Guanyador | [ 61 ] [ 62 ] |
| 2021 | 48º. Premis Altın Kelebek                                                                                | Millor actor                              | Kuruluş: Osman   | Nominat   |               |
| 2021 | Soap Awards France 2021                                                                                  | Millor actor internacional                | Kara Sevda       | Nominat   | [ 63 ] [ 64 ] |
| 2021 | 9º TV Yıldızları Ayaklı Gazete Ödülleri                                                                  | Millor actor                              | Kuruluş: Osman   | Guanyador | [ 65 ]        |
| 2022 | Turkey Youth Awards                                                                                      | Millor actor de televisió                 | Kuruluş: Osman   | Nominat   |               |